# John Feldmann
John William "Feldy" Feldmann (29 juni 1967) is een Amerikaans muziekproducent, zanger en gitarist. Hij is vooral bekend van de band Goldfinger. Ook is hij bekend als voorvechter van dierenrechten.

## Muzikale carrière
Feldmann begon muziek te spelen toen hij 13 jaar oud was, na het horen van Mommy's Little Monster van de band Social Distortion. In 1988 verhuisde hij naar Los Angeles en vormde een band genaamd Electric Love Hogs. In deze band leerde hij de toekomstige bassist van Goldfinger, Kelly Lemieux, kennen.
In 1994 vormde Feldmann Goldfinger na het ontmoeten van de originele Goldfinger-bassist Simon Williams in een schoenenwinkel waar zij beiden werkten.

## Trivia
- Feldmann heeft ook een eigen Guinness World Record, namelijk 385 keer op te treden in een jaar tijd, dat deed hij in 1996.
- Het label Robot Dragon Records is eigendom van Feldmann

## Discografie
| Jaar | Artiest                         | Album                                           | Label                      | Taak                                                        | Verkochte platen |
| ---- | ------------------------------- | ----------------------------------------------- | -------------------------- | ----------------------------------------------------------- | ---------------- |
| 2013 | Black Veil Brides               | Wretched and Divine: The Story Of The Wild Ones | Universal Republic Records | Producer                                                    |                  |
| 2012 | Papa Roach                      | The Connection                                  | Eleven Seven Music         | Co-producer                                                 |                  |
| 2012 | The Used                        | Vulnerable                                      | Dental Records             | Producer                                                    |                  |
| 2011 | The Cab                         | Symphony Soldier                                | /                          | Producer                                                    |                  |
| 2011 | Attack Attack!                  | Attack Attack! Deluxe edition                   | Rise Records               | Producer, Co-schrijver                                      |                  |
| 2011 | The Red Jumpsuit Apparatus      | Am I The Enemy                                  | Collective Sounds          | Producer/Arranger/Composer/Engineer Mixing/Programming/Zang |                  |
| 2011 | Get Scared                      | Best Kind of Mess                               | Universal Motown           | Schrijver/Producer/Engineer/Mixer Composer/Programming/Zang |                  |
| 2011 | Destroy Rebuild Until God Shows | D.R.U.G.S.                                      | Sire/Decaydance            | A&R/Producer/Engineer/Mixer/Zang                            |                  |
| 2011 | Panic! at the Disco             | Vices and Virtues                               | Atlantic                   | Producer/Engineer/Mixer/Schrijver                           |                  |
| 2010 | Allstar Weekend                 | Suddenly Yours                                  | Hollywood                  | Producer/Mixer/Composer/Zang/Bass                           |                  |
| 2010 | Good Charlotte                  | Cardiology                                      | Epic                       | Schrijver                                                   | Gold             |
| 2010 | Four Year Strong                | Enemy Of The World                              | Decaydance                 | Mixer                                                       |                  |
| 2010 | Foxy Shazam                     | Foxy Shazam                                     | Sire                       | A&R/Producer/Engineer/Mixer/Schrijver                       |                  |
| 2010 | Plain White T's                 | Wonders of the Younger                          | Hollywood                  | Schrijver                                                   |                  |
| 2010 | Neon Trees                      | Habits                                          | IDJ                        | Schrijver                                                   | 2,000,000        |
| 2009 | After Midnight Project          | Let's Build Something to Break                  | Universal Motown           | Schrijver/Producer/Engineer/Mixer                           |                  |
| 2009 | Saosin                          | In Search of Solid Ground                       | Virgin                     | Schrijver/Producer/Engineer                                 |                  |
| 2009 | Hedley                          | The Show Must Go                                | Universal Music Canada     | Schrijver/Producer/Engineer/Mixer                           | Multi-Platinum   |
| 2008 | Anthony Green                   | Avalon                                          | Photo Finish Records       | Schrijver/Producer/Mixer                                    |                  |
| 2008 | Escape the Fate                 | This War Is Ours                                | Epitaph                    | Schrijver/Producer/Engineer/Mixer                           | 500,000          |
| 2008 | Cute is What We Aim For         | Rotation                                        | Fueled By Ramen            | Schrijver/Producer/Engineer/Mixer                           |                  |
| 2008 | Josephine Collective            | We Are the Air                                  | Warner Bros.               | A&R/Producer/Engineer/Mixer                                 |                  |
| 2007 | The Veronicas                   | Hook Me Up                                      | Sire                       | Schrijver/Producer/Mixer                                    | 2,000,000        |
| 2007 | Atreyu                          | Lead Sails Paper Anchor                         | Hollywood                  | Producer/Engineer                                           | 500,000          |
| 2007 | The Used                        | Lies for the Liars                              | Reprise                    | Producer/Engineer                                           | 1,500,000        |
| 2007 | City Sleeps                     | Not An Angel                                    | Trustkill                  | A&R/Producer/Engineer/Mixer                                 |                  |
| 2006 | The Matches                     | Decomposer                                      | Epitaph                    | Co-Producer                                                 |                  |
| 2005 | Hilary Duff                     | Most Wanted                                     | Hollywood                  | Schrijver/Producer                                          | 3,000,000        |
| 2004 | The Used                        | In Love and Death                               | Reprise                    | Producer/Engineer/Mixer                                     | 1,500,000        |
| 2004 | Good Charlotte                  | The Chronicles of Life and Death                | Epic                       | Schrijver                                                   | 2,500,000        |
| 2004 | Ashlee Simpson                  | Autobiography                                   | Geffen                     | Schrijver                                                   | 6,000,000        |
| 2003 | The Used                        | Maybe Memories                                  | Reprise                    | Schrijver/Producer/Mixer                                    | 1,000,000        |
| 2003 | Goldfinger                      | Open Your Eyes                                  | Mojo/Jive Records          | Schrijver/Producer/Engineer/Mixer                           | 500,000          |
| 2003 | Story of the Year               | Page Avenue                                     | Maverick                   | A&R/Schrijver/Producer/Mixer                                | 2,000,000        |
| 2002 | The Used                        | The Used                                        | Reprise                    | A&R/Producer/Engineer/Mixer                                 | 1,500,000        |
| 2002 | Good Charlotte                  | The Young and the Hopeless                      | Epic                       | Schrijver                                                   | 5,000,000        |
| 2002 | Goldfinger                      | Open Your Eyes                                  | Jive Records               | A&R/Producer/Engineer/Mixer                                 | 500,000          |
| 2001 | Mest                            | Destination Unknown                             | Maverick                   | Producer/Mixer                                              | 500,000          |
| 2000 | Mest                            | Wasting Time                                    | Maverick                   | A&R/Producer/Mixer                                          | 500,000          |
| 2000 | Goldfinger                      | Stomping Ground                                 | Mojo                       | Schrijver/Producer                                          | 500,000          |
| 1999 | Showoff                         | Showoff                                         | Maverick                   | A&R/Producer/Engineer/Mixer                                 |                  |
| 1999 | Goldfinger                      | Darrin's Coconut Ass: Live                      | Universal                  | Producer/Engineer/Mixer                                     |                  |
| 1997 | Goldfinger                      | Hang-Ups                                        | Mojo                       | Schrijver/Producer                                          | 500,000          |
| 1996 | Goldfinger                      | Goldfinger                                      | Mojo                       | Schrijver/Producer                                          | 1,000,000        |
| 1996 | Reel Big Fish                   | Turn the Radio Off                              | Mojo                       | A&R                                                         | 1,000,000        |